# Vicente Serrano Aguilar
Vicente Serrano Aguilar (Valdepeñas, Ciudad Real, 7 de setembre 1969) conegut com a Serrano, és un ex-jugador professional d'escala i corda en la posició de punter i mitger, forma part dels jugadors formats a Pelayo, trinquet on debuta professionalment el 1991, estant actiu fins a la seua retirada l'any 2008. Juga en la IV Circuit Bancaixa fent trio amb Mezquita i Perele I, és campió de la V Circuit Bancaixa junt als germans Pigat II i Pigat III.

## Palmarès
- - Galotxa
- Campió del trofeu el Corte Inglés de primera en 1988.

- - Escala i corda

- Campió juvenil de primera en 1984
- Campió V edició Circuit Bancaixa
- Campió trofeu Juliet Alginet en 2003 i 2004

- - Jocs Olímpics de Barcelona 92

- Formà part de l'expedició de jugadors que anaren als jocs Olímpics de Barcelona 1992